# 伊卡
14°04′32″S 75°44′03″W / 14.07546°S 75.7341811°W
伊卡（西班牙語：Ica）是秘鲁南部城市，为伊卡大区首府。1563年，伊卡建城。2005年，该地人口219,856。2007年秘鲁大地震中，该城市遭受严重破坏。